# Michelle Colón
Michelle Marie Colón Ramírez (sinh ngày 1 tháng 9 năm 2000) là một người mẫu và người đẹp người Puerto Rico, người đã đăng quang cuộc thi Hoa hậu Hoàn vũ Puerto Rico 2021. Cô đại diện cho Puerto Rico tại cuộc thi Hoa hậu Hoàn vũ 2021 ở Eilat, Israel.

## Tiểu sử
Colón sinh ngày 1 tháng 9 năm 2000 và sống ở Bayamón nhưng sau đó chuyển đến Loíza. Cô ấy là một sinh viên của Sinh học và Tiền Y học, đồng thời là người sáng lập C.A.R.E. Chương trình trao quyền.

## Các cuộc thi sắc đẹp
Michelle đã quyết định tham gia Miss Teen World Puerto Rico 2017, và sau đó cô ấy được công nhận là Miss Teen Châu Mỹ Puerto Rico 2018. Trong cuộc thi quốc tế nói trên, cô ấy đã giành chiến thắng đầu tiên cho hòn đảo của mình, Puerto Rico, là người chiến thắng.

### Hoa hậu Hoàn vũ Puerto Rico 2021
Vào ngày 30 tháng 9 năm 2021, Colón đại diện cho Loíza trong cuộc thi Hoa hậu Hoàn vũ Puerto Rico 2021 được tổ chức tại Trung tâm Mỹ thuật Luis A. Ferré ở San Juan, nơi cô đã giành được danh hiệu. Vào cuối sự kiện, anh ta đã thành công Estefanía Soto đang ra đi.

### Hoa hậu Hoàn vũ 2021
Với tư cách là Hoa hậu Hoàn vũ Puerto Rico, Colón đại diện cho Puerto Rico tham gia cuộc thi Hoa hậu Hoàn vũ 2021 tại Eilat, Israel và dừng chân ở Top 10 chung cuộc.